# Тетраплатинатритулий
Тетраплатинатритулий — интерметаллид платины и тулия состава Pt4Tm3.
Кристаллизуется в тригональной сингонии, пространственная группа R 3, параметры ячейки a = 1,2933 нм, c = 0,5635 нм, Z = 6, структура типа тетрапалладийтриплутония Pd4Pu3.
Соединение образуется по перитектической реакции при температуре ≈1630°C .